# Eucryphia
Eucryphia es un pequeño género de árboles o grandes arbustos de la flora Antártica, nativa de regiones templadas del sur de Sudamérica y costas orientales de Australia. Tradicionalmente en su propia familia, las Eucryphiaceae, más recientes clasificaciones la colocan en las Cunoniaceae. Hay siete especies conocidas, dos en Sudamérica y cinco en Australia, y varios híbridos. Son mayormente siempreverdes salvo una especie (E. glutinosa) que es caducifolia.
Hojas opuestas, tanto simples o pinnadas con 3-13 folíolos.  Flores a fines del verano o en otoño, son aromatizadas dulces, de 3-6 cm de diámetro, con 4 pétalos crema-blancos, y numerosos estambres y estilos.  Fruto cápsula leñosa de 1-1,5 cm de long. con varias semillas, madurando en 12-15 meses.
El nombre binomial deriva del griego antiguo = "bien escondido".

## Especies
- Eucryphia cordifolia Cav. bosques templados pluviosos de Valdivia en el sur de  Chile. Árbol de hasta 45 m de altura; hojas simples, crenadas a serradas, siempreverdes, 3-7 cm de long. Madera para construcción, muebles y leña, y su néctar para apiarios.
- Eucryphia glutinosa (Poepp. & Endl.) Baill. bosques templados pluviosos de Valdivia del sur de Chile. Gran arbusto de 7 m; hojas pinnadas, 3-5 folíolos, serradas, caduco o semi-siempreverde, 3-6 cm de long.
- Eucryphia jinksii Forster & Hyland. Queensland. Árbol de 25 m; hojas simples o 3-foliada, enteras, siempreverdes, 5-10 cm de long.
- Eucryphia lucida (Labill.) Baill. Tasmania. Árbol de 20-30 m; hojas simples, enteras, siempreverde, 3-7 cm de long. Su nombre común en tasmanio es "árbol del cuero", y es una de las mayores fuentes comerciales de miel monofloral.
- Eucryphia milliganii Hook. f. (syn. E. lucida var. milliganii). Tasmania. Árbol de 6 m; hojas simples, enteras, siempreverde, 1,5-3 cm de long.
- Eucryphia moorei F.v. Muell. Nueva Gales del Sur, Victoria. Conocido como palo rosa, es un árbol de 15 m; hojas pinnadas,  7-15 folíolos, enteras, siempreverdes, 6-12 cm de long.
- Eucryphia wilkiei Forster & Hyland. Queensland (descubierta en 1994).

### Híbridos y cultivares
- E. × intermedia (E. glutinosa × E. lucida)
- E. × hillieri (E. moorei × E. lucida): desarrollada de simiente autofecundada en  Hillier & Sons, Chandlers Ford en Hampshire hacia 1953.[1]
- E. × nymansensis (E. cordifolia × E. glutinosa), conocida como  E. "Nymansay", originada del Jardín Nyman en Sussex, ganando una Medalla al Mérito de la Royal Horticultural Society,  Londres,  1925.[1]
- E. 'Penwith' (E. cordifolia × E. lucida)
- E. × hybrida (E. glutinosa × E. lucida)

### Especies extintas
- E. falcata (Paleoceno Tardío, Lago Bungarby)[2]
- E. microstoma (Eoceno Temprano, Regatta Point)[2]
- E. aberensis (Medio a Tardío Eoceno, Loch Aber).[2]

## Usos
Las especies y sus híbridos son atractivos árboles pequeños para jardinería, típicamente con una corona delgada cónica cuando joven, y se expande con la edad. Son valorados por sus conspicuas flores aromatizadas, a fines de verano y otoño cuando poco o casi nada de otros árboles florecen.  El cultivo se restringue a áreas con inviernos medios, veranos templados y buenas lluvias; fuera de sus áreas nativas, esta restricción les permite el cultivo en costas del Atlántico de Europa, noroeste del Pacífico de Norteamérica, y Nueva Zelanda.